# Cabinet Merkel II
Pour les articles homonymes, voir Cabinet Merkel.
 (janvier 2023).
Si vous disposez d'ouvrages ou d'articles de référence ou si vous connaissez des sites web de qualité traitant du thème abordé ici, merci de compléter l'article en donnant les références utiles à sa vérifiabilité et en les liant à la section « Notes et références ».
République fédérale d'Allemagne
Merkel I Merkel III
Le cabinet Merkel II (Kabinett Merkel II, en allemand) est le gouvernement fédéral de l'Allemagne entre le 28 octobre 2009 et le 17 décembre 2013, durant la dix-septième législature du Bundestag.

## Historique du mandat
Dirigé par la chancelière fédérale chrétienne-démocrate sortante Angela Merkel, ce gouvernement est constitué et soutenu par une « coalition noire-jaune » entre l'Union chrétienne-démocrate d'Allemagne (CDU), le Parti libéral-démocrate (FDP) et l'Union chrétienne-sociale en Bavière (CSU). Ensemble, ils disposent de 332 députés sur 622, soit 53,3 % des sièges du Bundestag.
Il est formé à la suite des élections législatives fédérales du 27 septembre 2009.
Il succède donc au cabinet Merkel I, constitué et soutenu par une « grande coalition » entre la CDU, la CSU et le Parti social-démocrate d'Allemagne (SPD)

### Formation
Au cours du scrutin parlementaire, la CDU/CSU reste la première force politique d'Allemagne tandis que le SPD enregistre le plus mauvais résultat de son histoire depuis 1949. À l'inverse, le FDP réalise son meilleur score depuis la fondation de la République fédérale. Chrétiens-démocrates et libéraux-démocrates entreprennent alors de reformer l'alliance qui leur a permis de gouverner ensemble entre 1961 et 1966, puis de 1982 à 1998.
Le 28 novembre, le président fédéral Horst Köhler propose la candidature d'Angela Merkel à l'investiture du Bundestag. Elle l'emporte par 323 voix pour et 299 voix contre. Elle forme aussitôt son deuxième cabinet fédéral, qui compte 15 ministres fédéraux dont quatre femmes, soit le plus faible nombre depuis le cabinet Kohl III en 1987.

### Succession
Après la polémique déclenchée par ses propos sur la guerre d'Afghanistan, le chef de l'État démissionne le 22 mai 2010. Le président du Conseil fédéral Jens Böhrnsen exerce alors l'intérim. Lors de l'élection présidentielle anticipée du 30 juin suivant, la majorité gouvernementale présente le ministre-président de Basse-Saxe Christian Wulff. Il est élu président fédéral lors du troisième tour de scrutin avec 50,2 % des voix de l'Assemblée fédérale.
Wulff annonce sa démission à peine 20 mois plus tard, le 17 février 2012, après qu'un procureur de Hanovre a demandé la levée de son immunité pour l'entendre dans une enquête pour prévarication. L'intérim revient alors à Horst Seehofer, qui préside le Conseil fédéral. L'élection présidentielle anticipée du 18 mars suivant voit l'élection de Joachim Gauck, un ancien activiste des droits humains en République démocratique allemande soutenu par la majorité des partis politiques, qui l'emporte avec 80,4 % des voix de l'Assemblée fédérale. C'est la première et unique fois que trois chefs de l'État se succèdent au cours d'une même législature.
Lors des élections législatives fédérales du 22 septembre 2013, la CDU/CSU confirme son statut de première force politique allemande et réalise son meilleur résultat depuis 1990 avec plus de 40 % des suffrages exprimés. Tout le contraire du FDP qui obtient moins de 5 % et sort du Bundestag, pour la première fois depuis 1949. Après avoir discuté avec le SPD et l'Alliance 90 / Les Verts (Grünen), Merkel décide de reconstituer une « grande coalition » et peut alors former le cabinet Merkel III.

## Composition

### Initiale (28 octobre 2009)
- Les nouveaux ministres sont indiqués en gras, ceux ayant changé d'attributions en italique.

| Fonction                                                                                       | Nom | Nom                                                          | Parti |
| ---------------------------------------------------------------------------------------------- | --- | ------------------------------------------------------------ | ----- |
| Chancelière fédérale                                                                           |     | Angela Merkel                                                | CDU   |
| Vice-chancelier Ministre fédéral des Affaires étrangères                                       |     | Guido Westerwelle                                            | FDP   |
| Ministre fédéral de l'Intérieur                                                                |     | Thomas de Maizière (jusqu'au 03/2011)                        | CDU   |
| Ministre fédéral de l'Intérieur                                                                |     | Hans-Peter Friedrich                                         | CSU   |
| Ministre fédérale de la Justice                                                                |     | Sabine Leutheusser-Schnarrenberger                           | FDP   |
| Ministre fédéral des Finances                                                                  |     | Wolfgang Schäuble                                            | CDU   |
| Ministre fédéral de l'Économie et de la Technologie                                            |     | Rainer Brüderle                                              | FDP   |
| Ministre fédéral du Travail et des Affaires sociales                                           |     | Franz Josef Jung (jusqu'au 27/11/2009) Ursula von der Leyen  | CDU   |
| Ministre fédérale de l'Alimentation, de l'Agriculture et de la Protection du consommateur      |     | Ilse Aigner                                                  | CSU   |
| Ministre fédéral de la Défense                                                                 |     | Karl-Theodor zu Guttenberg (jusqu'au 03/2011)                | CSU   |
| Ministre fédéral de la Défense                                                                 |     | Thomas de Maizière                                           | CDU   |
| Ministre fédérale de la Famille, des Personnes âgées, des Femmes et de la Jeunesse             |     | Ursula von der Leyen (jusqu'au 27/11/2009) Kristina Schröder | CDU   |
| Ministre fédéral de la Santé                                                                   |     | Philipp Rösler                                               | FDP   |
| Ministre fédéral des Transports, des Travaux publics et du Développement urbain                |     | Peter Ramsauer                                               | CSU   |
| Ministre fédéral de l'Environnement, de la Protection de la Nature et de la Sécurité nucléaire |     | Norbert Röttgen                                              | CDU   |
| Ministre fédérale de l'Éducation et de la Recherche                                            |     | Annette Schavan                                              | CDU   |
| Ministre fédéral de la Coopération économique et du Développement                              |     | Dirk Niebel                                                  | FDP   |
| Ministre fédéral avec attributions spéciales Directeur de la chancellerie fédérale             |     | Ronald Pofalla                                               | CDU   |

### Remaniement du12 mai 2011
- Les nouveaux ministres sont indiqués en gras, ceux ayant changé d'attributions en italique.

| Fonction                                                                                       | Nom | Nom                                                        | Parti |
| ---------------------------------------------------------------------------------------------- | --- | ---------------------------------------------------------- | ----- |
| Chancelière fédérale                                                                           |     | Angela Merkel                                              | CDU   |
| Vice-chancelier Ministre fédéral de l'Économie et de la Technologie                            |     | Philipp Rösler                                             | FDP   |
| Ministre fédéral des Affaires étrangères                                                       |     | Guido Westerwelle                                          | FDP   |
| Ministre fédéral de l'Intérieur                                                                |     | Hans-Peter Friedrich                                       | CSU   |
| Ministre fédéral de la Justice                                                                 |     | Sabine Leutheusser-Schnarrenberger                         | FDP   |
| Ministre fédéral des Finances                                                                  |     | Wolfgang Schäuble                                          | CDU   |
| Ministre fédéral du Travail et des Affaires sociales                                           |     | Ursula von der Leyen                                       | CDU   |
| Ministre fédérale de l'Alimentation, de l'Agriculture et de la Protection du consommateur      |     | Ilse Aigner (jusqu'au 30/09/2013 Hans-Peter Friedrich a.i. | CSU   |
| Ministre fédéral de la Défense                                                                 |     | Thomas de Maizière                                         | CDU   |
| Ministre fédérale de la Famille, des Personnes âgées, des Femmes et de la Jeunesse             |     | Kristina Schröder                                          | CDU   |
| Ministre fédéral de la Santé                                                                   |     | Daniel Bahr                                                | FDP   |
| Ministre fédéral des Transports, des Travaux publics et du Développement urbain                |     | Peter Ramsauer                                             | CSU   |
| Ministre fédéral de l'Environnement, de la Protection de la Nature et de la Sécurité nucléaire |     | Norbert Röttgen (jusqu'au 22/05/2012) Peter Altmaier       | CDU   |
| Ministre fédérale de l'Éducation et de la Recherche                                            |     | Annette Schavan (jusqu'au 14/02/2013) Johanna Wanka        | CDU   |
| Ministre fédéral de la Coopération économique et du Développement                              |     | Dirk Niebel                                                | FDP   |
| Ministre fédéral avec attributions spéciales Directeur de la chancellerie fédérale             |     | Ronald Pofalla                                             | CDU   |